# Joey King
Joey Lynn King (Los Angeles, Kalifornia, 1999. július 30. –) amerikai színésznő. 
Először Ramona Quimby megformálásával szerzett kritikai elismerést a Ramona és Beezus: A kaland házhoz jön (2010) című vígjátékban. Szélesebb körben A csókfülke (2018–2021) című filmsorozattal vált ismertté. A tett (2019) című bűnügyi drámasorozat főszerepével Primetime Emmy- és Golden Globe-díjra jelölték.
Egyéb filmjei közé tartozik A Föld inváziója – Csata: Los Angeles (2011), az Őrült, dilis, szerelem (2011), A sötét lovag – Felemelkedés (2012), az Óz, a hatalmas (2013), a Démonok között (2013), Az elnök végveszélyben (2013), A függetlenség napja – Feltámadás (2016) és Slender Man – Az ismeretlen rém (2018).

## Gyermekkora
Los Angelesben született Terry és Jamie King lányaként. Két nővére van, Kelli King és Hunter King, akik szintén színésznők. King saját elmondása szerint „részben zsidó, részben keresztény, de többnyire zsidónak tartja magát”. Anyai nagyapja Pennsylvaniában született, olasz szülőktől.
Négyéves korában kezdett el színészkedni, először a Life Cereal reklámfilmjében tűnt fel, majd szerepelt az AT&T, a Kay Jewellers és az Eggo reklámjaiban is. A Simi-völgyi Phoenix Ranch iskolába járt. Gyerekként acappella-énekes volt a Simi-völgyi Kulturális Művészeti Központ tehetségkutató műsorában. Az Agoura-i gyermekszínházban is fellépett.

## Pályafutása
A mozivásznon az Üres város című 2007-es filmben debütált a főhős lányának szerepében. Ezt követően a Horton (2008) című animációs filmben Katie, a Jégkorszak 3. – A dínók hajnalában (2009) pedig Hódlány eredeti hangját kölcsönözte.

## Magánélete
2019 szeptemberében lépett párkapcsolatba Steven Piet rendező-producerrel, miután A tett című sorozat forgatásán találkoztak. 2022 februárjában jegyezték el egymást.

## Filmográfia

### Film
| Év   | Magyar cím                             | Eredeti cím                    | Szerep                                 | Magyar hang        |
| ---- | -------------------------------------- | ------------------------------ | -------------------------------------- | ------------------ |
| 2007 | Üres város                             | Reign Over Me                  | Gina Fineman (stáblistán nem szerepel) |                    |
| 2008 | Horton                                 | Horton Hears a Who!            | Katie (hangja)                         | Bárány Virág       |
| 2008 | Karantén                               | Quarantine                     | Briana                                 |                    |
| 2009 | Jégkorszak 3. – A dínók hajnala        | Ice Age: Dawn of the Dinosaurs | Hódlány (hangja)                       | Bárány Virág       |
| 2010 | Ramona és Beezus – A kaland házhoz jön | Ramona and Beezus              | Ramona Quimby                          | Koller Virág       |
| 2011 | A Föld inváziója – Csata: Los Angeles  | Battle: Los Angeles            | Kirsten                                | Károlyi Lili       |
| 2011 | Őrült, dilis, szerelem                 | Crazy, Stupid, Love            | Molly Weaver                           | Károlyi Lili       |
| 2012 | A sötét lovag – Felemelkedés           | The Dark Knight Rises          | Talia al Ghul fiatalon                 |                    |
| 2013 | Óz, a hatalmas                         | Oz the Great and Powerful      | kínai lány / lány kerekesszékben       | Gay Ágota          |
| 2013 | Fordított felállás                     | Family Weekend                 | Lucinda Smith-Dungy                    | Koller Virág       |
| 2013 | Démonok között                         | The Conjuring                  | Christine Perron                       | Győriványi Laura   |
| 2013 | Az elnök végveszélyben                 | White House Down               | Emily Cale                             | Hermann Lilla      |
| 2014 | Bárcsak itt lennék                     | Wish I Was Here                | Grace Bloom                            | Ruszkai Szonja     |
| 2014 |                                        | The Boxcar Children            | Jassie (hangja)                        |                    |
| 2014 |                                        | The Sound and the Fury         | Miss Quentin                           |                    |
| 2015 | Borealis                               | Borealis                       | Aurora                                 | Nyári Luca         |
| 2015 |                                        | Stonewall                      | Phoebe Winters                         |                    |
| 2016 | A függetlenség napja – Feltámadás      | Independence Day: Resurgence   | Sam Blackwell                          | Pekár Adrienn      |
| 2017 | Vén rókák                              | Going in Style                 | Brooklyn Harding                       | Nyári Liza         |
| 2017 |                                        | Wish Upon                      | Clare Shannon                          |                    |
| 2017 |                                        | Smartass                       | Freddie                                |                    |
| 2018 |                                        | Summer '03                     | Jamie Winkle                           |                    |
| 2018 |                                        | Radium Girls                   | Bessie                                 |                    |
| 2018 | A csókfülke                            | The Kissing Booth              | Elle Evans                             | Boldog Emese       |
| 2018 | Slender Man – Az ismeretlen rém        | Slender Man                    | Wren                                   | Koller Virág       |
| 2018 |                                        | The Lie                        | Kayla Logan                            |                    |
| 2019 |                                        | Zeroville                      | Zazi                                   |                    |
| 2020 | A csókfülke 2.                         | The Kissing Booth 2            | Elle Evans                             | Boldog Emese       |
| 2021 | A csókfülke 3.                         | The Kissing Booth 3            | Elle Evans                             | Boldog Emese       |
| 2022 | Két világ között                       | The In Between                 | Tessa                                  | Boldog Emese       |
| 2022 | A hercegnő                             | The Princess                   | Hercegnő                               | Csuha Borbála      |
| 2022 | A gyilkos járat                        | Bullet Train                   | Herceg                                 | Törőcsik Franciska |
| 2024 | Gru 4.                                 | Despicable Me 4                | Poppy Prescott (hangja)                | Kádár Kinga        |
| 2024 | Családi affér                          | Family Affair                  | Zara Ford                              | Hermann Lilla      |
| 2024 | Csúfok                                 | The Uglies                     | Tally Youngblood                       | Staub Viktória     |

### Televízió
| Év        | Magyar cím           | Eredeti cím                     | Szerep                             | Megjegyzések                                              |
| --------- | -------------------- | ------------------------------- | ---------------------------------- | --------------------------------------------------------- |
| 2006      | Már megint Malcolm   | Malcolm in the Middle           | lány a partin                      | 1 epizód                                                  |
| 2006      | Zack és Cody élete   | The Suite Life of Zack & Cody   | Emily Mason                        | 2 epizód                                                  |
| 2006–2007 | Jericho              | Jericho                         | Sally Taylor                       | 3 epizód                                                  |
| 2007      |                      | Avenging Angel                  | Amelia                             | tévéfilm                                                  |
| 2007      |                      | Backyards & Bullets             | Junie Garrison                     | tévéfilm                                                  |
| 2007      | Törtetők             | Entourage                       | Chuck Liddell lánya                | 1 epizód                                                  |
| 2007–2008 | CSI: A helyszínelők  | CSI: Crime Scene Investigation  | kislány / Nora Rowe                | 2 epizód                                                  |
| 2008      | A médium             | Medium                          | Kelly Mackenzie (8 éves)           | 1 epizód                                                  |
| 2008      |                      | Untitled Liz Meriwether Project | Lucy                               | tévéfilm                                                  |
| 2009      |                      | Anatomy of Hope                 | Lucy Morgan                        | tévéfilm                                                  |
| 2010      | Lány a liftből       | Elevator Girl                   | Paige                              | tévéfilm                                                  |
| 2010      | Szellemekkel suttogó | Ghost Whisperer                 | Cassidy                            | 2 epizód                                                  |
| 2011      | Épülő vonzerő        | Bent                            | Charlie Meyers                     | - főszereplő (6 epizód) - magyar hangja: - Gyarmati Laura |
| 2011      |                      | Survivor: South Pacific         | önmaga                             | 1 epizód                                                  |
| 2012      | Új csaj              | New Girl                        | Brianna                            | 1 epizód                                                  |
| 2013–2014 |                      | The Haunting Hour: The Series   | Carla / Missy Jordan               | 2 epizód                                                  |
| 2014      | Amerikai fater       | American Dad!                   | egyéb hang                         | 1 epizód                                                  |
| 2014      | A hazug próféta      | Outlaw Prophet: Warren Jeffs    | Elissa Wall                        | tévéfilm                                                  |
| 2014–2015 | Fargo                | Fargo                           | Greta Grimly                       | 9 epizód                                                  |
| 2016      | Flash – A Villám     | The Flash                       | Frankie Kane / Magenta             | 1 epizód                                                  |
| 2016      | Robotcsirke          | Robot Chicken                   | Polly Pocket / Draculaura (hangja) | 1 epizód                                                  |
| 2016      |                      | Tween Fest                      | Maddisyn Crawford                  | főszereplő (8 epizód)                                     |
| 2019      | A tett               | The Act                         | Gypsy Rose Blanchard               | főszereplő (8 epizód)                                     |
| 2019      | Családom, darabokban | Life in Pieces                  | Morgan                             | 3 epizód                                                  |
| 2020      | A Simpson család     | The Simpsons                    | Addy (hangja)                      | 1 epizód                                                  |
| 2020      |                      | Home Movie: The Princess Bride  | unoka                              | 1 epizód                                                  |
| 2020      |                      | Group Chat with Annie & Jayden  | önmaga                             | 1 epizód                                                  |
| 2021      | Hívások              | Calls                           | Skylar (hangja)                    | 1 epizód                                                  |
| 2021      | Ezt jól kisütöttük!  | Nailed It                       | önmaga                             | 1 epizód                                                  |
| 2022–     | Hörcsi és Gretel     | Hamster & Gretel                | Fred Grant (hangja)                | főszereplő                                                |

### Videójátékok
| Év   | cím                     | Szerep         |
| ---- | ----------------------- | -------------- |
| 2018 | Madden NFL 19: Longshot | Loretta Cruise |

### Videóklipek
| Év   | Előadó                            | Dal         |
| ---- | --------------------------------- | ----------- |
| 2010 | Joey King featuring Kelli King    | Ramona Blue |
| 2011 | Taylor Swift                      | Mean        |
| 2018 | Sabrina Carpenter                 | Sue Me      |
| 2019 | Marshmello, Yungblud és Blackbear | Tongue Tied |

## Fordítás
- Ez a szócikk részben vagy egészben  a   Joey King című angol Wikipédia-szócikk ezen változatának fordításán alapul.  Az eredeti cikk szerkesztőit annak laptörténete sorolja fel. Ez a jelzés csupán a megfogalmazás eredetét és a szerzői jogokat jelzi, nem szolgál a cikkben szereplő információk forrásmegjelöléseként.